# Dendrelaphis cyanochloris
Espèce
Synonymes
- Dendrophis pictus var. cyanochloris 
Wall, 1921

Statut de conservation UICN

 LC  : Préoccupation mineure
Dendrelaphis cyanochloris est une espèce de serpents de la famille des Colubridae.

## Répartition
Cette espèce se rencontre :
- au Bangladesh ;
- en Birmanie ;
- en Inde, dans les États d'Assam, Arunachal Pradesh et dans les iles Andaman ;
- dans l'ouest de la Malaisie, dans les États de Pahang (y compris sur l'île de Tioman) et de Penang ;
- dans le sud de la Thaïlande.

## Description
Dendrelaphis cyanochloris est un serpent arboricole diurne.

Dendrelaphis cyanochloris, parc national de Taman Negara, Malaisie continentale
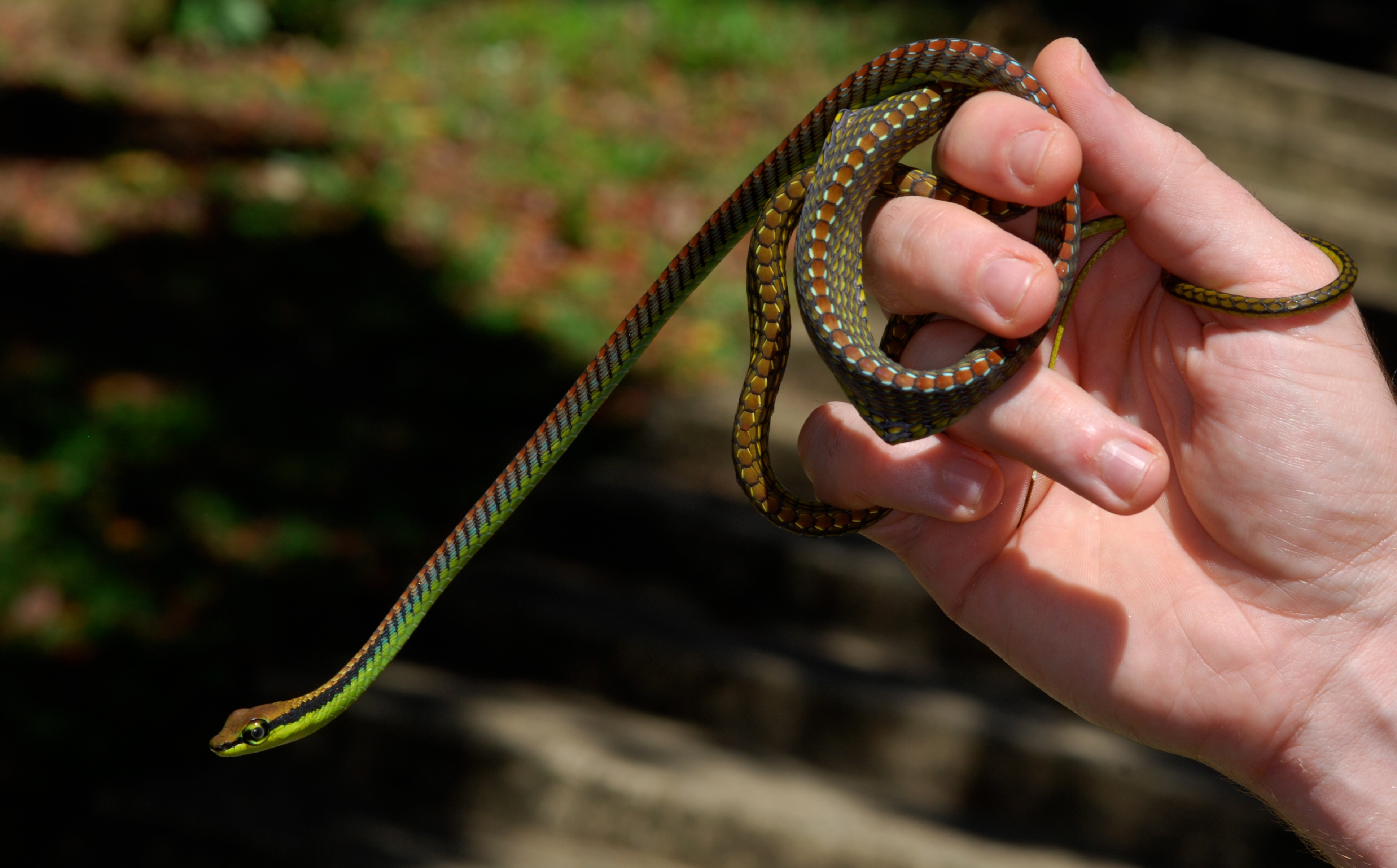
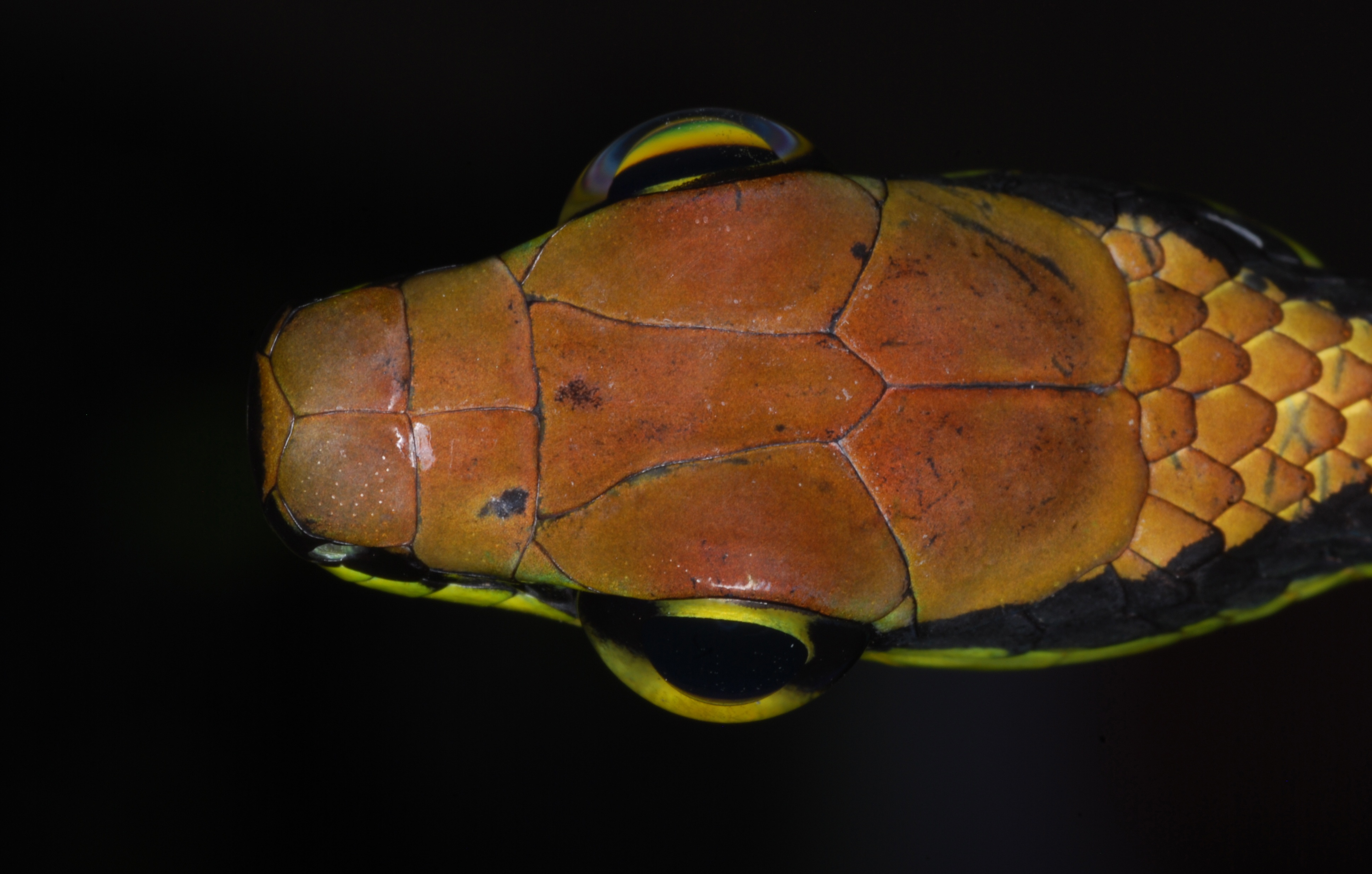
Détail du dessus de la tête
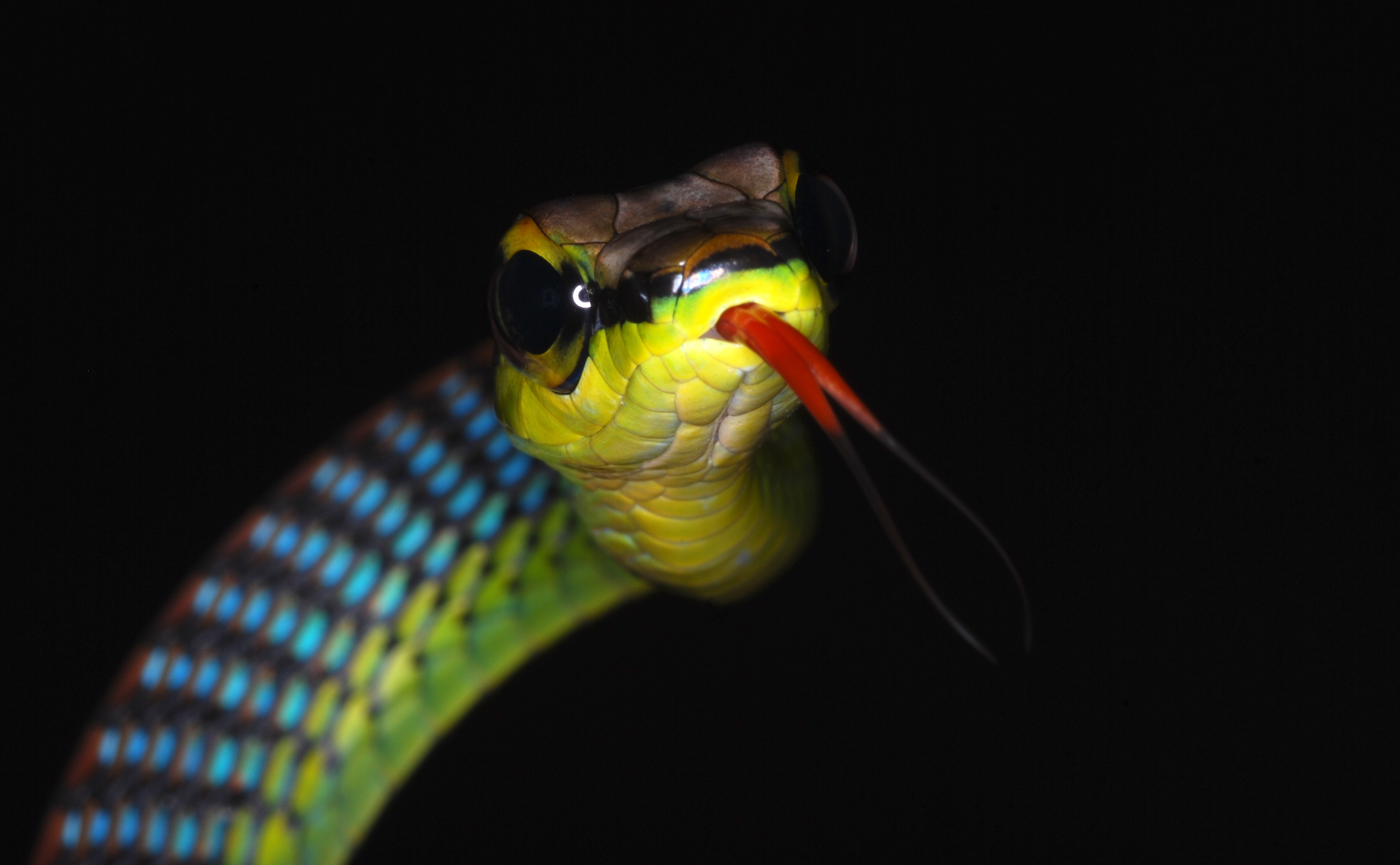
Détail de la tête
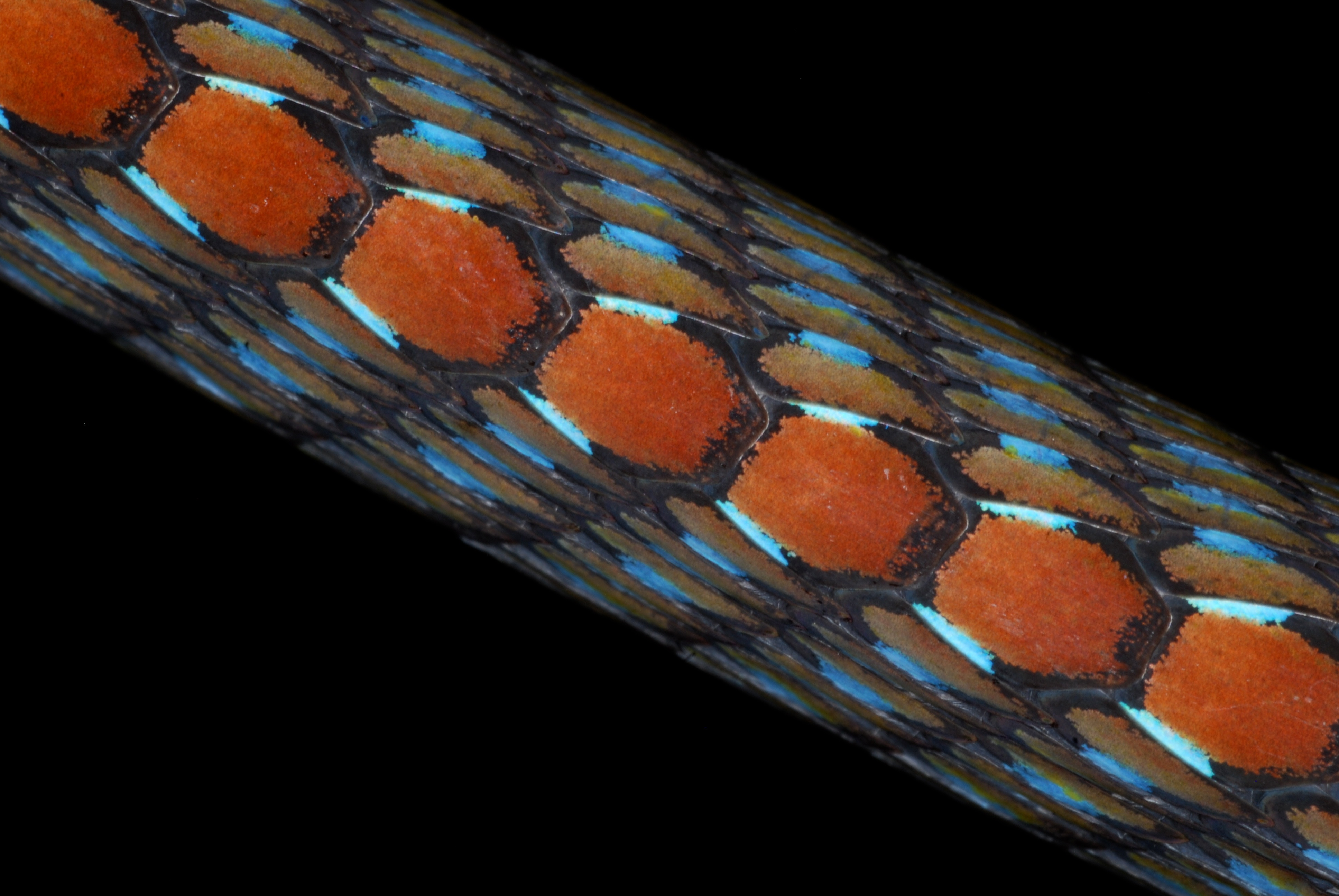
Détail des écailles dorsales
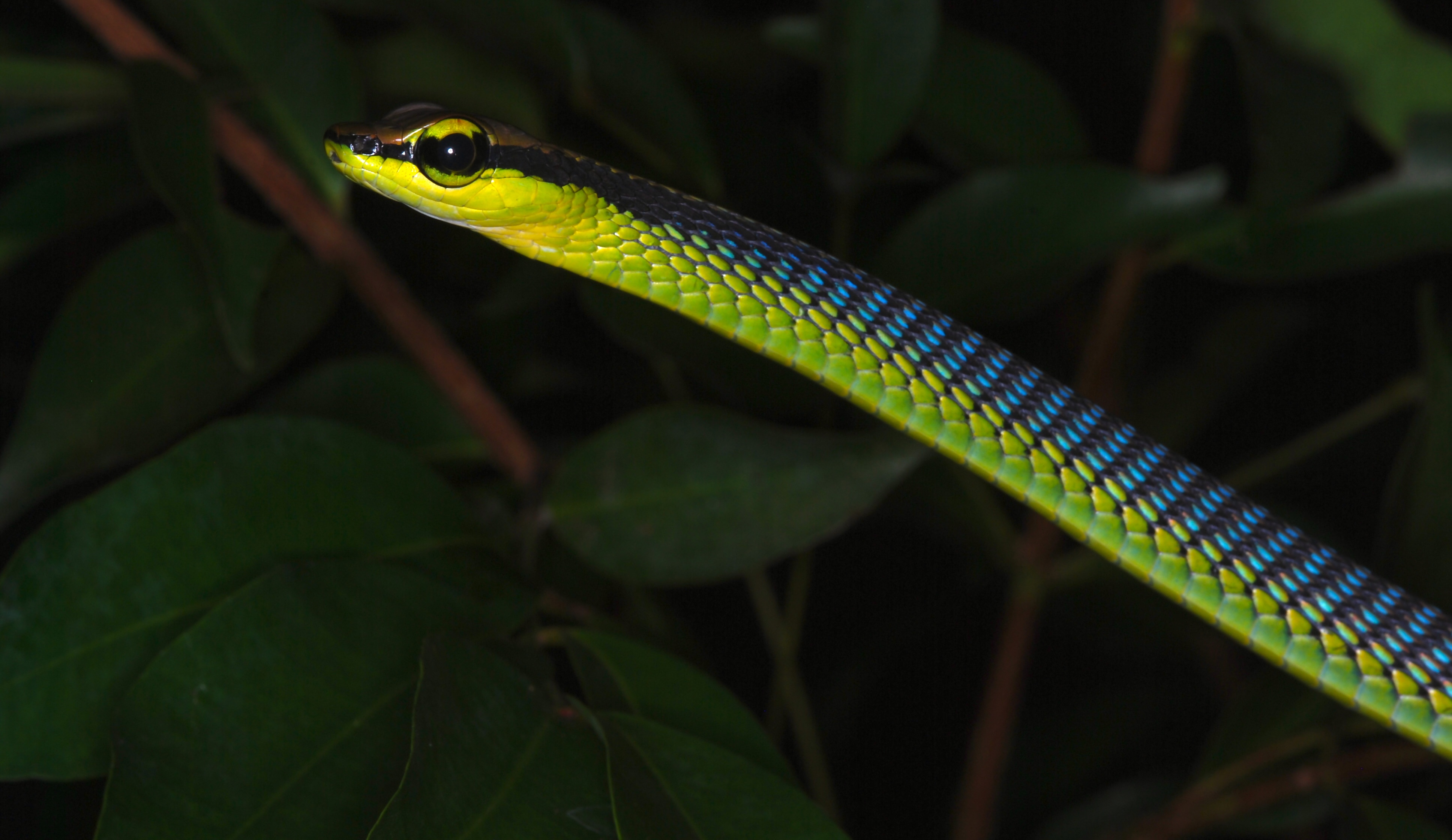

## Étymologie
Son nom d'espèce, du grec κύανος, kuanos « bleu foncé », et χλωρός, khlôros « vert », lui a été donné en référence à sa couleur dorsale.

## Publication originale
- Wall, 1921 : Remarks on the lndian species of Dendrophis and Dendrelaphis. Records of the Indian Museum, vol. 22, p. 151-162 (texte intégral).